# Tramwaje w Nyíregyházie
Tramwaje w Nyíregyházie – zlikwidowany system tramwajowy węgierskiego miasta Nyíregyháza, funkcjonujący od 7 sierpnia 1911 r. do 31 maja 1969 r. Torowiska tramwajowe zlikwidowano w 1972 r. i zastąpiono linią autobusową nr 7, która później otrzymała numer 8. W późniejszym czasie pojawiały się plany ponownego uruchomienia transportu tramwajowego w mieście, jednak żaden z nich nie został zrealizowany.

## Linie
| Nyíregyháza-átrakó állomás ↔ Sóstó végállomás |
| --- |
| Nyíregyháza-átrakó állomás – MÁV kitérő – Lehet utca – Gőzfürdő – Széchenyi utca – Nyírvízpalota – Dessewffy tér – Kossuth utca – Dob utca sarok – Erdősor-/tenisz/ megálló – Erdei kitérő – Sóstói végállomás |

## Tabor
W Nyíregyházie eksploatowano wagony tramwajowe produkcji Ganz oraz Weitzer János Rt..